# Ruth Vollmer
Ruth Landshoff Vollmer (geb. Ruth Landshoff) (München, 12 januari 1903 – New York, 1 januari 1982), was een Duitse conceptuele kunstenares die in de Verenigde Staten woonde en werkte.

## Duitse jaren
Ruth Vollmer werd als Ruth Landshoff in 1903 in München geboren in een vooraanstaande Joodse familie. Haar vader, Ludwig Landshoff, was musicoloog en dirigent. Haar moeder, Philippine Wiesengrund Landshoff, was operazangeres. Ruth Vollmer was de zuster van de bekende fotograaf Hermann Landshof.
Haar ouders ontvingen in huis verschillende bevriende musici, schrijvers, kunstenaars en wetenschappers, zoals zoals Gerhardt Hauptmann, Paul KLee, Thomas Mann en Albert Einstein.
Ruth Vollmer had reeds op jonge leeftijd interesse in de kunst en werd hiervoor aangemoedigd door haar ouders. Ze genoot echter geen specifieke opleiding en ging op 19-jarige als kinderjuffrouw in Berlijn werken, een job waar ze veel voldoening in vond. Ze was niet actief als kunstenares in haar Berlijnse jaren. Ze had goede relaties met docenten en studenten van Bauhaus.
In 1930 trouwde ze met Hermann Vollmer, een Joodse kinderarts uit Heidelberg, die ze in Berlijn ontmoette. Ze bewoonden een appartement in een building in Berlijn die ontworpen was door Erich Mendelssohn. Ze lieten het inrichten met op maat gemaakte meubelen in Bauhaus-stijl, waren bevriend met kunstenaars als de expressionisten Emil Nolde and George Grosz en begonnen een kunstverzameling die snel aangroeide. Vanaf 1933 kwam het leven van de Vollmers door het naziregime onder druk. Als gevolg van de toenemende jodenvervolging verhuisden Ruth en Hermann Vollmer in 1935 naar New York.

## Etalagiste
Hermann Vollmer die als gekend pediater met lof ontvangen werd in de Verenigde Staten kon moeilijke aarden in New York. Hij belandde in een depressie waardoor werken onmogelijk werd. Ruth Vollmer zag zich verplicht voor inkomsten te zorgen en begon met het inrichten van winkeletalages op basis van objecten met draadconstructies die ze destijds als kinderjuffrouw in Berlijn al had ontworpen. Zij experimenteerde met draad, staal en ijzergaas om figuratieve vormen te creëren.   Ze was zeer succesvol en kon werken voor vooraanstaande warenhuizen als Bergdorf Goodman, Bonwit Teller, Tiffany’s, Lord & Taylor en vele anderen.
In 1940 kwam ze in contact met Erna Herrey, professor fysica aan Queen’s College en echtgenote van de architect en decorontwerper Hermann Zweigenthal, eveneens gevlucht uit Berlijn. Ruth Vollmer kreeg interesse voor wiskundige concepten en in het bijzonder voor geometrische vormen. Later leerde ze Soll LeWitt kennen die haar verder in de wiskunde inleidde.
In 1943 verkreeg ze het Amerikaans staatsburgerschap.

## Lerares
Vanaf 1944 was ze betrokken bij de educatieve afdeling van het Museum of Modern Art, waar ze creatief speelgoed voor kinderen ontwierp voor de vijftiende jubileumtentoonstelling 'Art in Progress".
Vollmer bleef werken met draadgaas en exposeerde haar werk "Composition in Space" in het Museum of Modern Art in de tentoonstelling 'Elements of Stage Design' eind 1947.
In 1950 kreeg ze de opdracht om een groot muurreliëf  te ontwerpen voor de lobby van een kantoorgebouw aan Madison Avenue. Ze verwerkte walsdraad en draadgaas om te spelen met licht, textuur en transparantie. Ze kreeg verscheidene andere opdrachten zoals het ontwerp van het interieur de Perzische zaal van het Plaza Hotel en de "b" van het logo van Bloomendale's. Later kreeg ze ook het ontwerp voor het interieur van het "International Samples Exhibition" in Milaan en Barcelona in 1957 en van het Amerikaan Paviljoen op de Wereldtentoonstelling van 1958 in Brussel toegekend.
In 1954 werd Vollmer aangesteld als kunstlerares voor kinderen in de Fieldston School in Riversdale. Ze zou dit  tot het midden van de jaren 1960 zou blijven doen. Haar manier van lesgeven werd sterk beïnvloed door de belangstelling van haar man voor de beeldende therapie. Hij was overtuigd dat beeldende therapie er toe leidde dat het kind constructiever leerde omgaan met impulsen, agressie en fantasieën door ze te transformeren in creatieve activiteiten.

## Beeldhouwster
Ruth Vollmer ging uit van het "natuurlijk artistiek gevoel" dat elk kind bezat en dat ze door middel van creatieve oefeningen kon blootleggen en ontwikkelen. Daarom moedigde Vollmer in haar kunstlessen de kinderen aan om te experimenteren met klei, een materiaal dat ze ook al gebruikt had in haar etalages. Dit proces van exploratie van het artistiek talent van kinderen had omgekeerd ook een beslissende invloed op Vollmer zelf. Ze bezocht het atelier met de moderne, primitivistische kunst van Giacometti in Parijs zowel in 1950 als 1951. Dit leidde er toe dat ze een oven kocht en en  terracotta tegels met patronen met surrealistische personages en geometrische abstracties begon te maken. Met deze tegels experimenteerde ze in verschillende artistieke stijlen. Ze bakte vreemde, kronkelige, amorfe vormen met doorboorde bewerkte oppervlakken, die uiteindelijk leidden tot het werk "House" in 1957, een onvolmaakt geometrisch skelet van een blok, die als één van haar eerste sculpturen bekend staat.
Hermann Vollmer pleegde in 1959 zelfmoord in hun appartement aan het Central Park. Ruth stopte met werken en verhuisde naar een nieuwe studio op Union Square in 1960. Toen ze haar praktijk hervatte nam ze afstand van fragiele werken als "House" en en begon met het maken van zware, massieve objecten in brons, die leidden tot reeksen bolvormige of ovaalvormige sculpturen met de sferische antropomorfe sculptuur "Obelisk" als hoogtepunt.

## Erkende kunstenares
In 1960 kreeg ze haar eerste solotentoonstelling bij Betty Parsons als 'opkomende' kunstenaar, hoewel ze op dat moment al  zevenenvijftig jaar was. Gedurende de jaren '60 zouden experimenten met bolvormige of ovaalvormige objecten haar kunst overheersen.
In 1963 werd ze als 60-jarige ze lid van de American Abstract Artists (AAA), hoofdzakelijk bestaande uit dertigers en nam ze deel aan hun tentoonstellingen. Ze introduceerde jongere kunstenaars in de groep zoals Sol LeWitt, Mel Bochner en Richard Tuttle. Haar werken werd geraffineerder, het werden in hoogglans gepolijste oppervlakken met systematische toepassing van meetkundige formules. Haar creaties deden denken aan industriële materialen en geometrische structuren, een mix van kubistische avant-garde, Bauhaus en postminimalisme. Zij had een grote invloed op kunstenaars als Richard Tuttle, Donald Judd, Sol LeWitt en Eva Hesse.
In 1970 begon Vollmer te experimenteren met complexe geometrische vormen en wiskundige concepten, in het bijzonder spiralen en platonische lichamen, driedimensionele vormen met regelmatige veelhoeken als zijden, zoals een tetrahedron (vier driekhoeken), een kubus (6 vierkanten), een octahedron (8 driehoeken), een dodecahedron (12 vijfhoeken) and an icosahedron (20 driehoeken).  Ook Erna Herrey, hoogleraar natuurkunde aan de City University of New York, stond haar bij om tekeningen en sculpturen op basis van modellen uit  de afdeling wiskunde van Columbia University. Sol LeWitt schreef een kort essay over Vollmers werk voor "Studio International "met de titel "Ruth Vollmer: Mathematical Forms."  Sol LeWitt schreef: "Deze stukken zijn geen beeldhouwkunst. Het zijn ideeën die in vaste vormen zijn omgezet." Toch zijn haar werken meer dan een loutere illustratie van een wiskundig model, ze zijn de overdracht van een wiskundig idee naar het domein van de kunst. Vollmer's kunst is een ontdekking en verkenning en verkennen van de logica en de systemen die ten grondslag liggen aan alle vormen en ze wil de toeschouwer bij dat denkproces betrekken.
In de jaren '70 was ze een succesvolle kunstenares met een groot aantal tentoonstellingen en groepstentoonstellingen in de Verenigde Staten en Europa.
Net zoals haar ouders vroeger deden ontving Ruth Vollmer nu ook wetenschappers en kunstenaars zoals Robert Smithson, Donald Judd, Sol LeWitt, Carl André en Eva Hesse in haar appartement. 

## Overlijden en nalatenschap
In 1982 stierf Ruth Vollmer na een lange strijd tegen de ziekte van Alzheimer. In haar appartement in New York bevond zich een enorme kunstcollectie van kunstenaars als Carl Andre, Mel Bochner, Eva Hesse, Sol LeWitt, Ad Reinhardt, Frank Stella, Agnes Martin en Chryssa. Die waren vooral afkomstig uit geschenken of uitwisselingen met kunstenaars en waren dikwijls sterk afwijkend van hun regulier werk en eigenlijk niet bedoeld voor publieke vertoning. Ze waren een gevolg van de interpersoonlijke relaties die groeiden uit haar eigen artistieke activiteiten en haar  'salons' bij haar thuis. Het grootste deel van deze persoonlijke kunstcollectie van meer dan honderd sculpturen, schilderijen en tekeningen werd aan het MoMA geschonken.
Eén van de eerste tentoonstellingen in de nieuwe galerie in 1983 van Jack Tilton, de opvolger van Betty Parsons, bestond uit werken uit de nalatenschap van Ruth Vollmer.